# Tony Macaulay
Tony Macaulay, geboren als Anthony Gordon Instone (Fulham, 21 april 1944), is een Britse auteur, componist en songwriter.

## Carrière
Tijdens de vroege jaren 1960 werkte hij als songpromotor voor Essex Publishing, daarna ging hij naar Pye Records als platenproducent. Daar had hij zijn eerste belangrijke succes met de song Baby Now That I've Found You van The Foundations, die hij had geschreven met John MacLeod en die de toppositie in de Britse hitlijst haalde in november 1967.
Verder kwamen hits als Baby Make It Soon en Falling Apart at the Seams (The Marmalade), (Last Night) I Didn't Get to Sleep at All (The 5th Dimension), Don't Give Up on Us (David Soul), Can't We Just Sit Down (And Talk It Over) (Donna Summer), die hij zelf schreef. Andere hits kwamen in samenwerking met andere songwriters, waaronder Let the Heartaches Begin (Long John Baldry), Something Here in My Heart (Keeps A Tellin' Me No) (The Paper Dolls) en That Same Old Feeling (Pickettywitch), samen met John Macleod. Andere successen waren Build Me Up Buttercup (The Foundations), geschreven door Macaulay en Mike d'Abo. Lights of Cincinnati (Scott Walker), Sorry Suzanne (The Hollies), You Won't Find Another Fool Like Me (The New Seekers) waren geschreven met Geoff Stephens, Love Grows (Where My Rosemary Goes) (Edison Lighthouse), werd geschreven met Sylvan Whittingham en Barry Mason. Verder schreef hij Blame It On The Pony Express (Johnny Johnson & the Bandwagon) en Home Lovin' Man (Andy Williams) met Roger Cook en Roger Greenaway.
Veel van zijn aandacht begin jaren 1970 werd afgeleid door een langdurig juridisch geschil met zijn uitgevers. Hij won deze beroepszaak in 1974 in een besluit dat andere artiesten aanmoedigde om de voorwaarden in hun contracten te wijzigen. In deze periode begon hij zich af te wenden van het schrijven van popsongs en begon hij te schrijven voor theatermusicals. Zijn eerste samenwerkingen voor het toneel waren met de toneelschrijver Ken Hill met Is Your Doctor Really Necessary? (1973) en Gentlemen Prefer Anything (1974). Hij componeerde de muziek voor de film The Beast in the Cellar (1970) en Percy's Progress (1974) en was de muzikale coördinator voor de film Never Too Young to Rock (1975). Hij schreef ook de muziek voor de musical Windy City, die is gebaseerd op The Front Page van Ben Hecht en Charles MacArthur, met script en tekst van Dick Vosburgh. De première was in 1982. Later schreef Macaulay thrillers.

## Onderscheidingen
Macaulay won twee keer de British Academy of Songwriters, Composers and Authors Award als songwriter van het jaar in 1970 en 1977. Hij won negen keer de Ivor Novello Awards als songwriter. In 2007 won hij als enige Brit de Edwin Forrest Award voor zijn opmerkelijke aandeel voor het Amerikaanse theater.
- Biblioteca Nacional de España: XX1009992
- Gemeinsame Normdatei: 134909879
- International Standard Name Identifier: 0000 0001 1577 7478
- Library of Congress Control Number: no96026307
- MusicBrainz: fd696014-a16d-4115-ac16-e206f05b1c20
- Virtual International Authority File: 91330123
- WorldCat: E39PBJtRJ8GJm8yyCtG8jDjt8C